# Krémszínű bunkógomba
A krémszínű bunkógomba (Clavaria argillacea) a palánkagombafélék családjába tartozó, Európában és Észak-Amerikában honos, réteken, erdőszéleken élő, nem ehető gombafaj. 

## Megjelenése
A krémszínű bunkógomba termőteste 2-8 (nagyon ritkán 15) cm magas és 0,2-0,8 cm vastag, alakja változatos, de többnyire többé-kevésbé hengeres pálcika vagy karcsú bunkó alakú, általában egyenes vagy kissé görbült. Egy vagy két hosszanti barázda lehet rajta. Idősen üregesedik. Csúcsa fiatalon hegyes, később bunkósan megvastagodó, tompa. Csak ritkán elágazó. Felülete sima. Színe halványsárga, fehéres vagy zöldessárgás. 
Húsa vékony, törékeny, sárgás színű. Szaga és íze nem jellegzetes.
Spórapora fehér. Spórája megnyúlt ellipszoid vagy henger alakú, sima, mérete  9-13 x 4,5-5,5 μm.

### Hasonló fajok
A hegyes végű sárga bunkógomba vagy a narancsszínű bunkógomba hasonlíthat hozzá. 

## Elterjedése és termőhelye
Európában és Észak-Amerikában honos. 
Erdőkben, erdőszéleken, nedves réteken, lápokon él, általában savanyú kémhatású, tápanyagszegény, mohás talajon. Egyesével vagy kis csoportokban fordul elő. Nyártól késő őszig terem. 

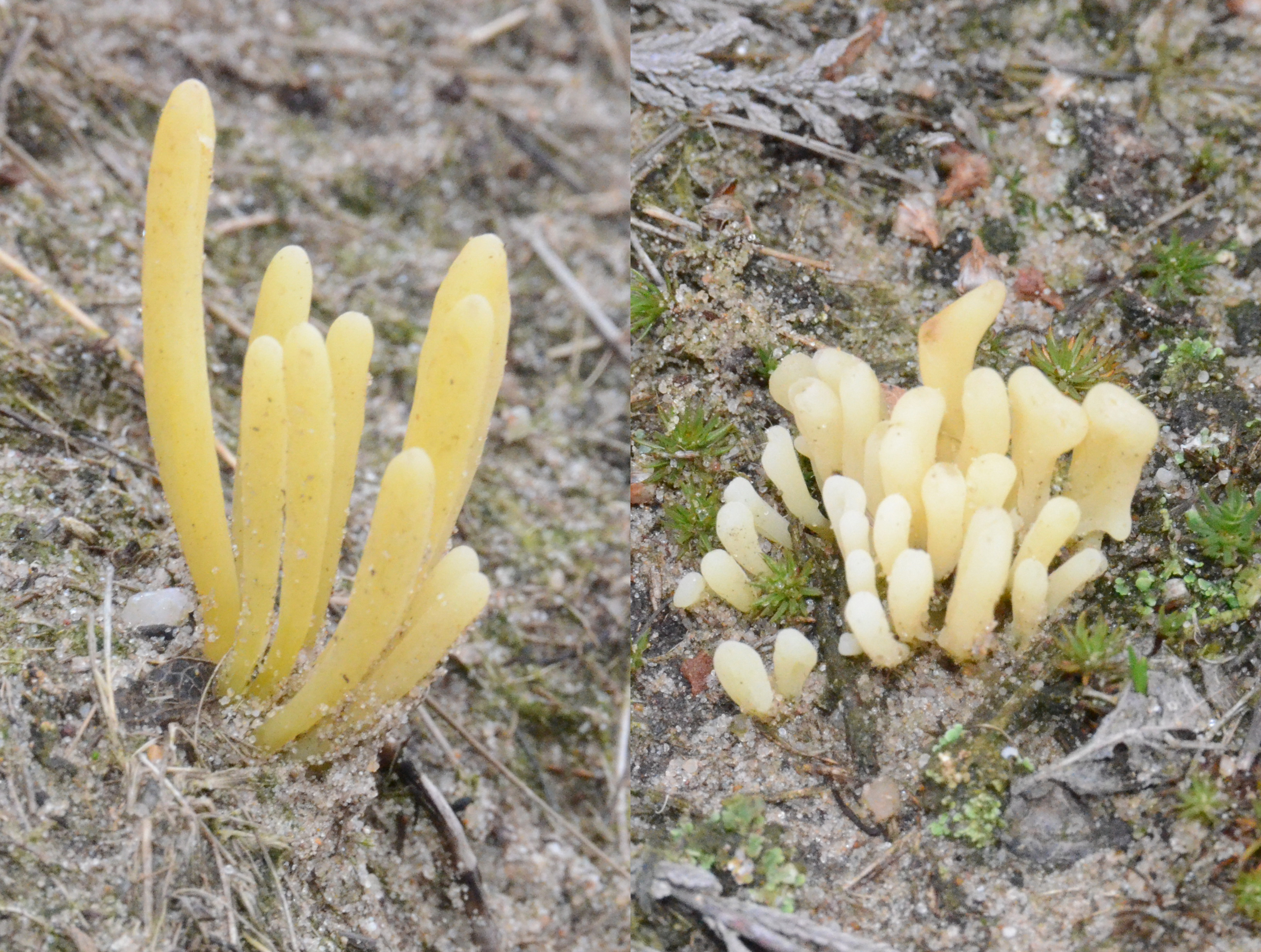
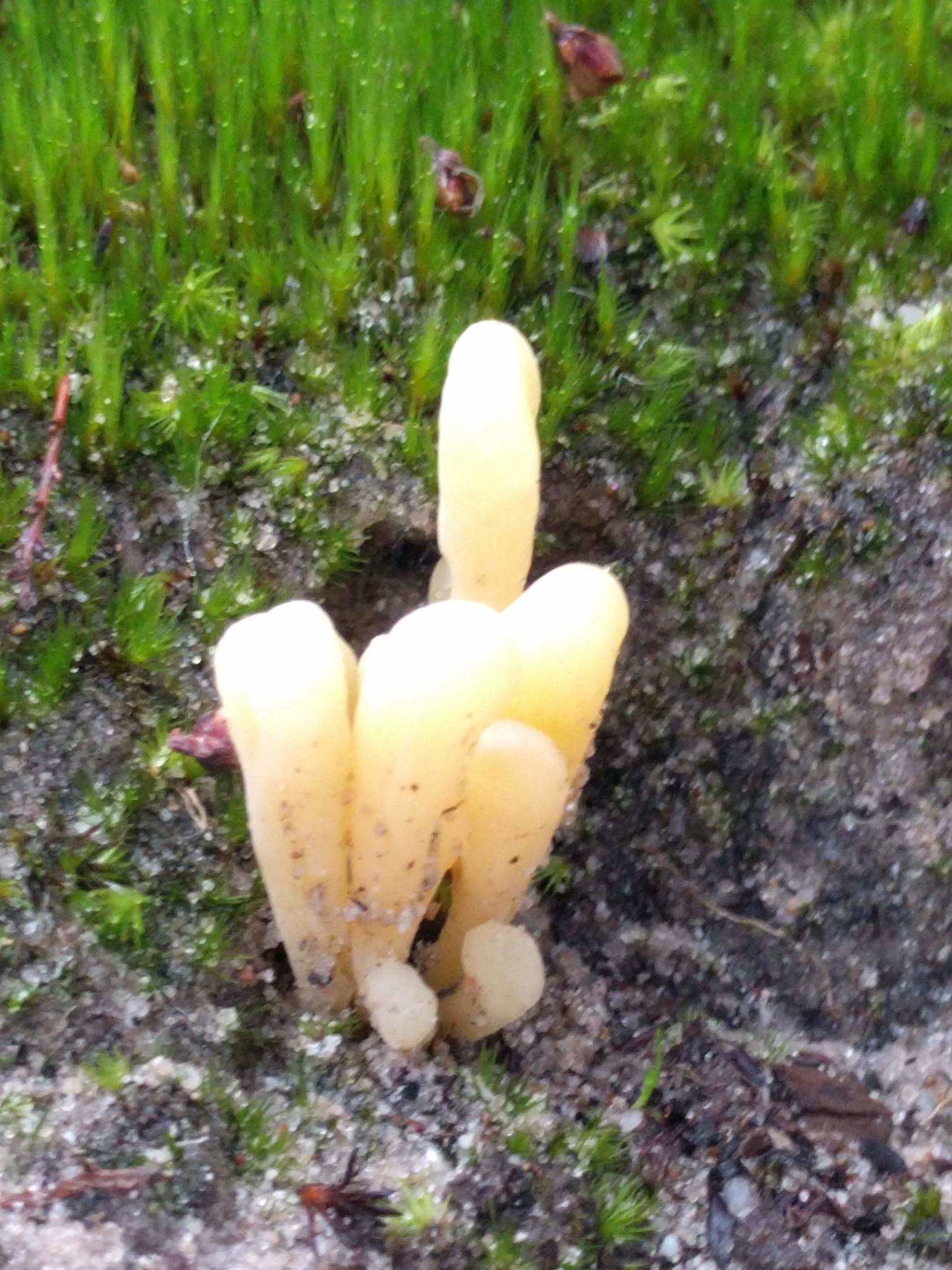
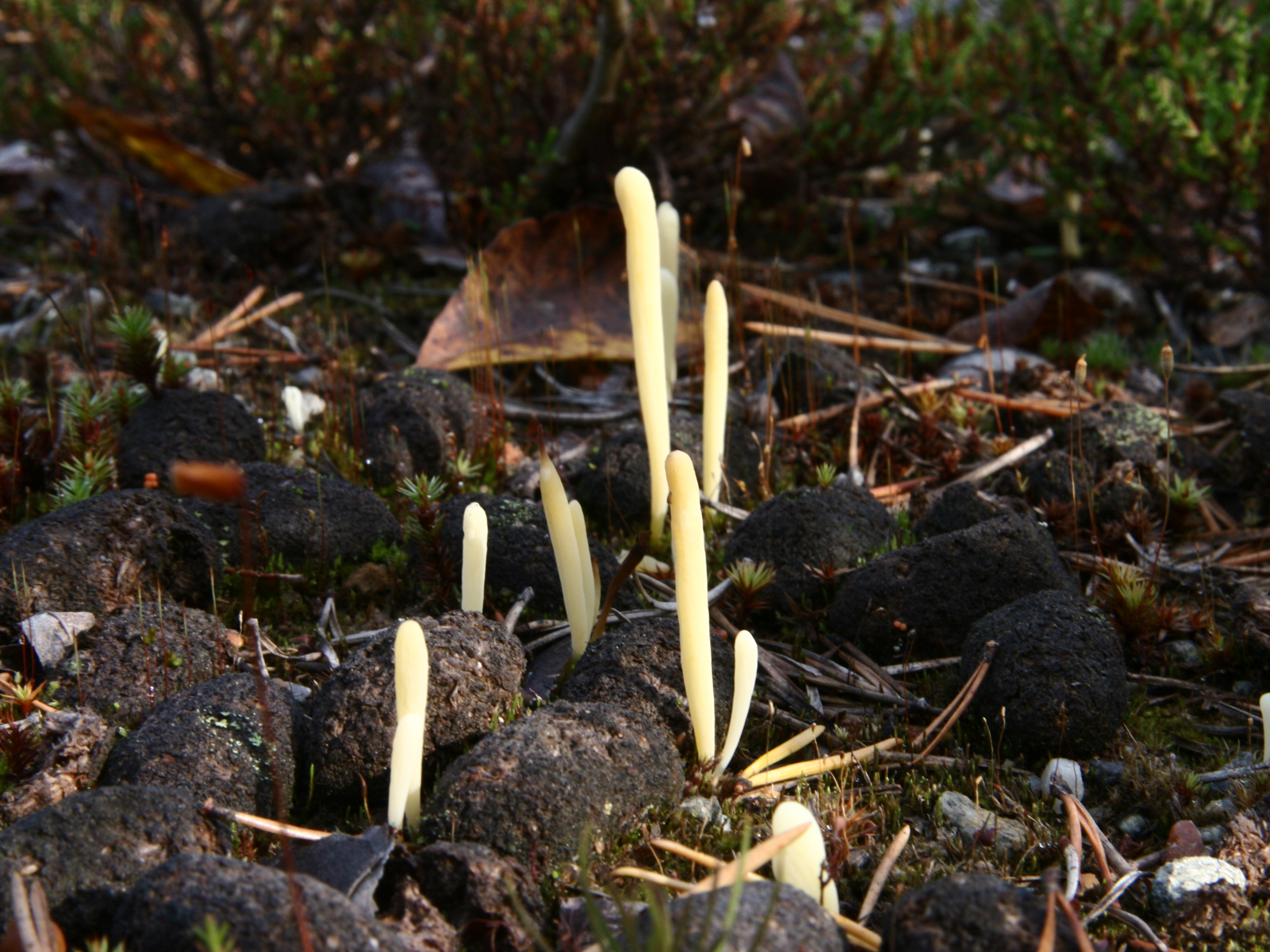
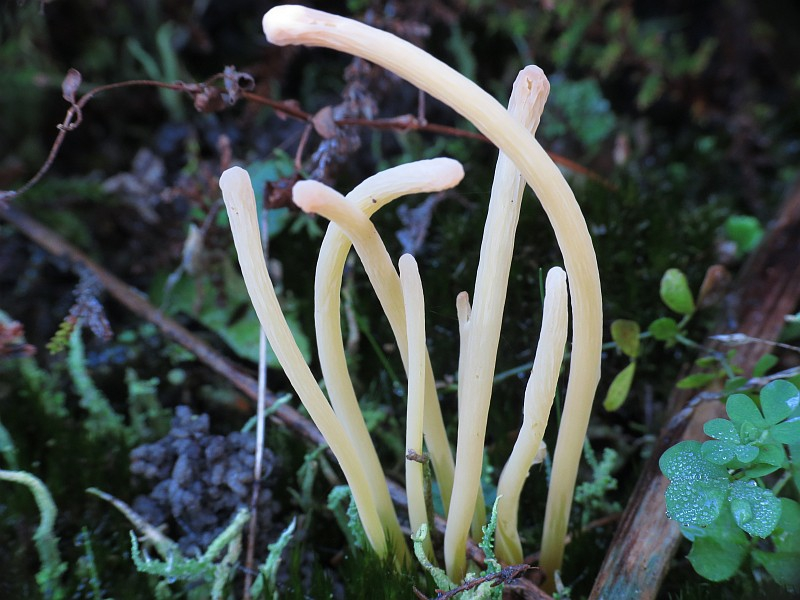
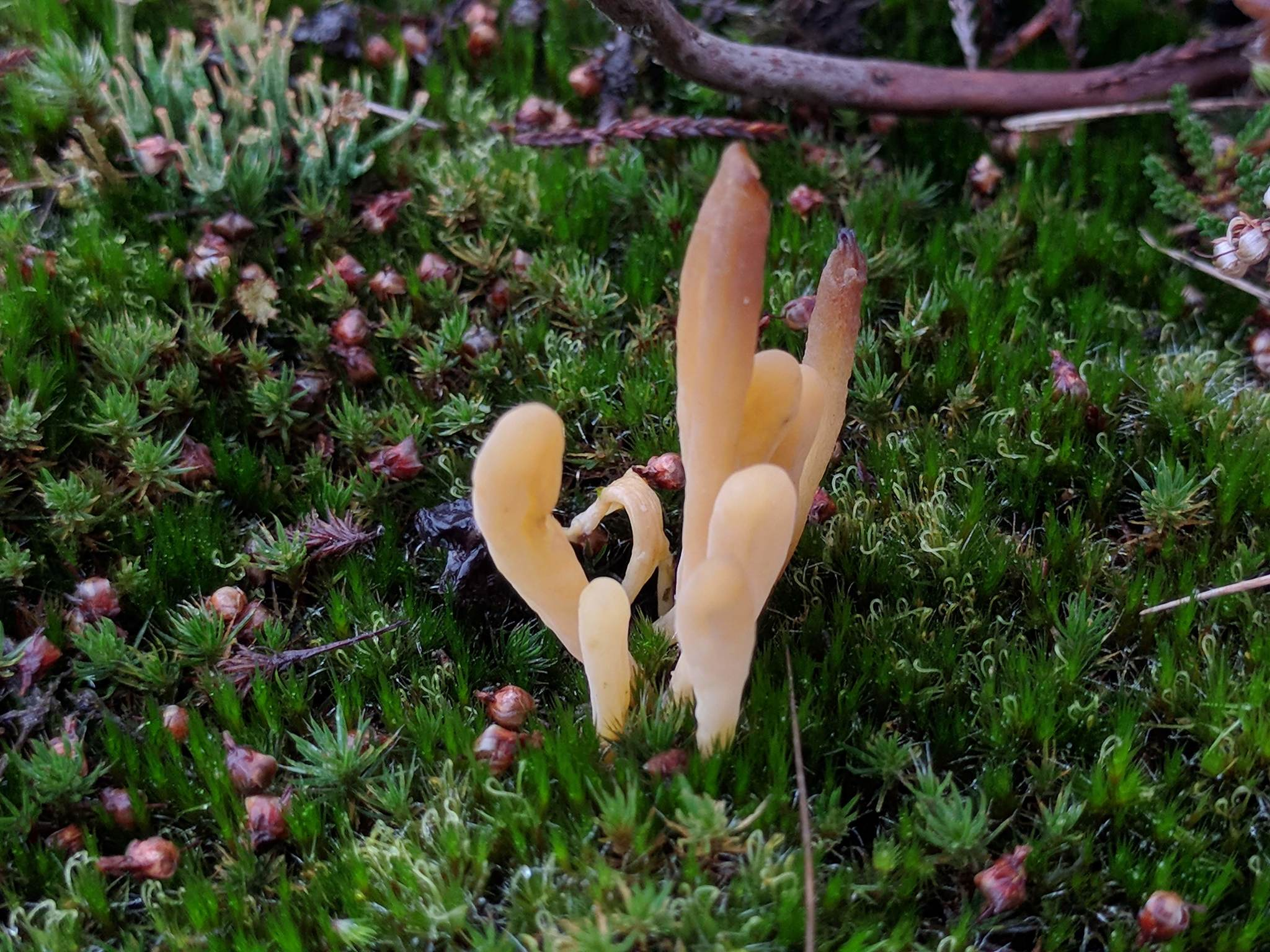

Nem ehető. 